# 小坪站
小坪站是广州地铁8号线的车站，位于中国广东省广州市白云区石槎路金碧南路口的地底，于2020年11月26日随8號線北延段开通而启用。

## 車站結構

### 車站樓層
本站共有2層，地面為车站各出入口，周边为石槎路、金碧南路、金碧新城及其它建築，地下一層為站廳，地下二層為8號綫月台。
與8號線北延段各站一樣，本站使用了玻璃幕板裝修車站。車站配色為蔚藍色。 
| 地下一层 | 站厅                       | 售票機、客服中心、商店、警务室、安检设施 |  |  |
| 地下二层 | 1 站台                     | █8号线 滘心方向（下站：石井）            |  |  |
|          | 岛式站台（卫生间、母婴室） |                                          |  |  |
|          | 2 站台                     | █8号线 万胜围方向（下站：石潭）          |  |  |

### 站厅

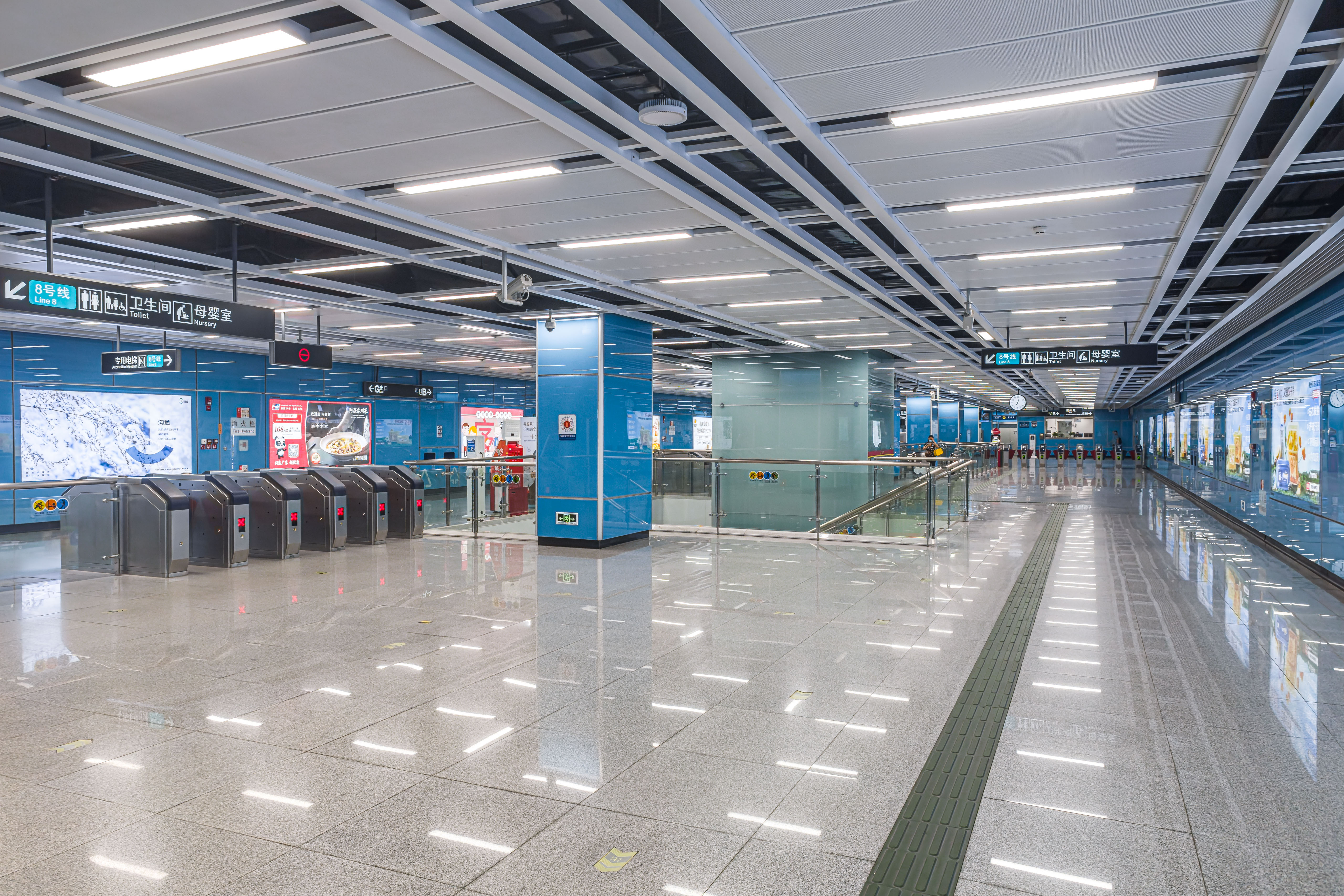
站厅

小坪站站厅設有售票機、自动售卡/充值机、客務中心。亦设有自动售卖机等设施。
为方便行人进出，小坪站站厅东侧被划分为收费区，收费区内的多组扶手电梯、楼梯和一台专用电梯可供乘客前往月台层。

### 月台
本站設有一個島式月台，位於石槎路地底。本站的卫生间和母婴室设于站台往滘心方向的尽头。
另外，本站北端設有一條渡線。當8號線石井站以北路段出現故障時，往滘心方向的列車將會通過此渡線進行站後折返，以本站為臨時總站。

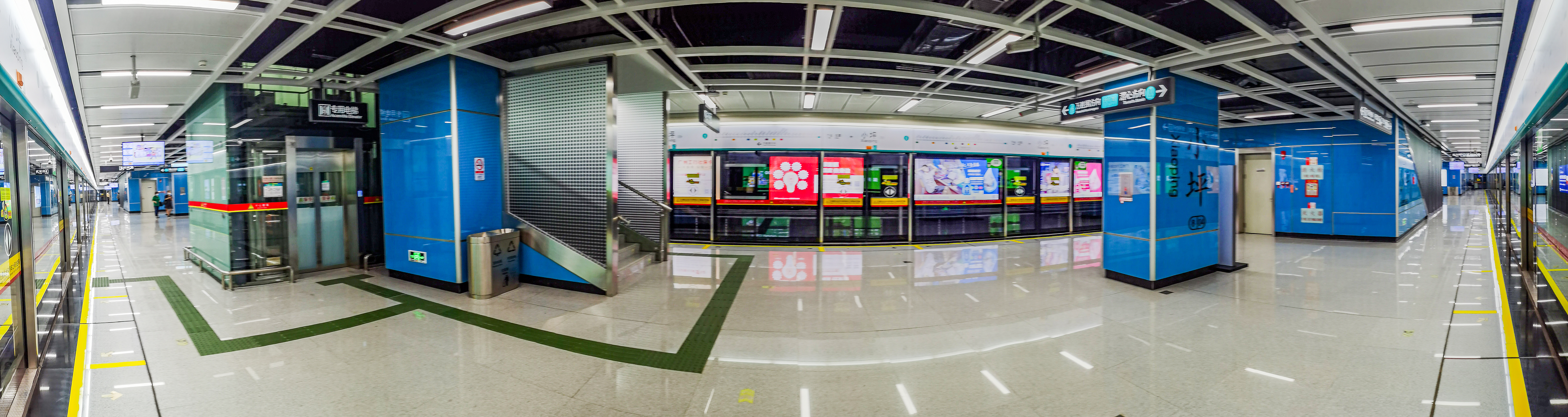
1号站台全景图

### 出入口
小坪站目前设有B、E、F、G等四个出入口供乘客进出。
其中，C1出入口在本站启用时已同步建成，但因其与站厅公共区距离过长，需待E、F口完成施工后，才满足消防疏散的规范要求，方可投入运营。地铁公司曾计划于2024年末完成建设E、F口并与C1口同步开通，后一度延期，并取消原与C1口同步开通的计划；最终E、F两个出入口于2025年6月29日实现开通。
|                                           |                                                       |      |          |                                                           |
| 编号                                      | 设施                                                  | 照片 | 出口指示 | 建议前往的目的地                                          |
| B                                         | 盲道标志 · 升降机标志 · 无障碍通道标志 · 扶手电梯标志 |      | 石槎路   | 公交：石槎路中站（北行）                                  |
| C1                                        |                                                       |      |          | （暂缓开通）                                              |
| E                                         | 扶手电梯标志                                          |      | 石槎路   | 金碧南路 公交：地铁小坪站（南行）、石槎路（金碧新城）总站 |
| F                                         | 扶手电梯标志                                          |      | 石槎路   | 金碧南路、广州市白云区云雅实验学校                        |
| G                                         | 盲道标志 · 扶手电梯标志                               |      | 石槎路   | 张村风采南路 公交：石槎路中站（南行）                     |
| 註： 設有 \| 設有 \| 設有 \| 設有扶手電梯 |                                                       |      |          |                                                           |

## 接驳交通
| 公交线路 \| 编号 \| 编号 \| 线路 \| 线路 \| 线路 \| 收费 \| 备注 \| \| ---- \| ---- \| -------------------------- \| ---- \| ------------------ \| ---- \| ------------------------- \| \| \| 7 \| 石槎路（金碧新城） \| ⇆ \| 大沙头 \| 2元 \| \| \| \| 63 \| 锦城花园（东风东） \| ⇆ \| 石槎路（金碧新城） \| 3元 \| \| \| \| 259 \| 罗冲围（松南路） \| ⇆ \| 嘉禾长湴 \| 3元 \| \| \| \| 527 \| 广州白云站 \| ⇆ \| 石溪 \| 2元 \| \| \| \| 539 \| 永泰集贤路 \| ⇆ \| 同德围（金德苑） \| 2元 \| \| \| \| 730 \| 南悦花苑 \| ↺ \| 桥东 \| 2元 \| 经地铁小坪站 \| \| \| 840 \| 广州白云站公交总站 \| ⇆ \| 人和鹤龙七路 \| 3元 \| \| \| \| 夜22 \| 江南大道南（地铁江泰路站） \| ⇆ \| 广州白云站公交总站 \| 4元 \| 244路附属线路；20–30分/班 \| \| \| 夜77 \| 广州白云站公交总站 \| ⇆ \| 广州火车东站 \| 3元 \| 810路附属线路 20–30分/班 \| \| \| 夜80 \| 地铁西村站 \| ⇆ \| 石马公交场 \| 3元 \| 21路附属线路 \| \| \| 夜94 \| 广州白云站公交总站 \| ⇆ \| 人和鹤龙七路 \| 4元 \| 840路附属线路 20–30分/班 \| |      |                            |      |                    |      |                           |
| 编号 | 编号 | 线路                       | 线路 | 线路               | 收费 | 备注                      |
| | 7    | 石槎路（金碧新城）         | ⇆    | 大沙头             | 2元  |                           |
| | 63   | 锦城花园（东风东）         | ⇆    | 石槎路（金碧新城） | 3元  |                           |
| | 259  | 罗冲围（松南路）           | ⇆    | 嘉禾长湴           | 3元  |                           |
| | 527  | 广州白云站                 | ⇆    | 石溪               | 2元  |                           |
| | 539  | 永泰集贤路                 | ⇆    | 同德围（金德苑）   | 2元  |                           |
| | 730  | 南悦花苑                   | ↺    | 桥东               | 2元  | 经地铁小坪站              |
| | 840  | 广州白云站公交总站         | ⇆    | 人和鹤龙七路       | 3元  |                           |
| | 夜22 | 江南大道南（地铁江泰路站） | ⇆    | 广州白云站公交总站 | 4元  | 244路附属线路；20–30分/班 |
| | 夜77 | 广州白云站公交总站         | ⇆    | 广州火车东站       | 3元  | 810路附属线路 20–30分/班  |
| | 夜80 | 地铁西村站                 | ⇆    | 石马公交场         | 3元  | 21路附属线路              |
| | 夜94 | 广州白云站公交总站         | ⇆    | 人和鹤龙七路       | 4元  | 840路附属线路 20–30分/班  |

## 历史
1997年《廣州市城市快速軌道交通線網規劃研究（最終報告）》中，當時的4號線即在本站以南的平沙村設平沙村站。2003年規劃方案中該線大部分路段成為現時8號線的一部分，該站亦被拆分為兩站，其中一站往北移動到現時位置，並以车站以东的小坪村，命名為小坪站。2016年12月2日，廣州市民政局公示8號線北延段初定名，本站名稱沒有變化。
车站于2017年8月10日主体结构封顶，2020年3月成功送电，2020年9月30日完成三权移交。
2020年11月26日，本站随8号线北延段开通运营而启用。
2019冠状病毒病疫情期间，本站曾多次受防控措施影响而需要调整服务。2021年12月4日11时45分至12月5日，本站曾短暂暂停服务；2022年4月疫情期间，本站于4月9日至4月23日10时暂停运营；2022年年末疫情期间，本站于11月21日至27日暂停运营。